# 斯卡羅人
斯卡羅族是一個曾在恆春半島活躍的臺灣原住民的亞群。自古以來，排灣族人都稱呼卑南族知本卡大地布人為「斯卡羅」，而文獻上恆春半島有一支自稱斯卡羅人的族群，根據其神話、口傳及譜系家系，均一致指出他們來自北邊知本卡大地布部落。他們憑藉著高明的巫術與武力征服了當地其他的部族並以四個家族建立初始的四個斯卡羅番社，之後發展成為半島上最具勢力、領導並與當地其他族群組成瑯嶠十八社。然而因為該地排灣族人口佔絕對多數，故此其血統、語言、風俗及文化等反而被排灣族同化。
對於斯卡羅族群，現代有主張應將其獨立成族，近年來，做為起源的知本卡大地布部落開始重振部落文化運動，其中不少卡大地布人認同自身亦為斯卡羅人。不過學者林開世認為該分類沒有現代「族群」概念。

## 詞源
舊時期的原住民並不存在「族」的概念，台灣原住民族當時習慣以「某部落」或「某地區的人」等「一群人」或「什麼人」的概念互相稱呼，目前中央政府認定之原住民族群之辭源也幾乎都是按此規律而來。例如現稱阿美族的「阿美」（Amis）一詞，原為「北方人」之意，是卑南人對阿美族的稱呼，後來這詞被阿美族作為自稱；卑南族的「卑南」(Puyuma，普悠瑪）則是「卑南人」之意，是來自普悠瑪部落（南王部落）的人的尊稱。
「斯卡羅」一詞在排灣語中具有多種含意。在排灣語文法中「Se+某地區名」，為來自某地區的人，故Seqalu，可指來自「卡羅」（Qalu）地區的人。若要說明某地區人的分支或是從屬某地區之人，可稱之為「Se+某一群地區名+某地區名」，故Seqaluqalu為卡羅人的後裔。然而在排灣語文法中，「Pa」與「Se」用法相似，但「Pa」具有更廣泛的意思。今日排灣族之中東排灣的巴卡羅群（Paqaluqalu / Paqaruqaru），從字義上的解釋也可以指泛卡羅人的後裔，或是屬於卡羅人範圍之人。實際上在東排灣的各部落中會隨各自習慣選用「Pa」作與「Se」，如一些部落對於東排灣巴卡羅群習慣稱為Seqaluqalu，或稱謂知本人為Paqalu。而斯卡羅一詞原本是外人對知本人和關聯部落的稱呼，隨著部分知本人南下遷居恆春半島，這支知本人便開始用斯卡羅一詞作為自身族屬的自稱。

## 起源與口傳
自古以來，東部排灣人都稱呼卑南族知本卡大地布人為斯卡羅（Seqaro），但卡大地布人並不是如此自稱。17世紀，知本的卡大地布部落被普悠瑪社人在滑地戰役中打敗之後，喪失地區霸權地位。一支知本人不願受辱，往南遷移到瑯嶠地區，並與當地的排灣族武裝衝突。由於擁有強大的組織戰鬥能力，加上會使用強大的巫術、咒語，當地佔據多數的排灣族各社紛紛臣服，他們並以「斯卡羅人」稱呼自稱，斯卡羅一詞後來引身為「乘轎者」。這一支卑南族斯卡羅人後來與當地人口多數的排灣族人通婚，漸漸融入並排灣化。

### 斯卡羅的遷徙
從斯卡羅大頭目（瑯嶠下十八番社首長）卓杞篤切入來看，他的祖先不是純排灣族，是由台東知本溪遷徙而來。兩百多年前聚居聚居知本社的卑南族一個氏族分出，沿著東南岸南下牡丹、滿州及恆春一代落腳，大部分的族人與當地排灣族通婚，除了保留卑南族固有祭祖與親屬繼承習俗外生活習慣受排灣族很大影響。因為在遷徙地居住長時間所以排灣化，單獨形成了一個族群，叫做斯卡羅族。
卑南部分氏族遷徙至瑯嶠（恆春）一帶，亦可參考當時往來的交通道路。經考據，瑯嶠‧卑南道的路徑自恆春縣城東門開始，經由山路沿途過射麻里（今永靖村）、豬朥束（今里德村）、驫古公（今長樂村），越過分水嶺（今長樂村分水嶺社區）下九棚、八瑤灣港仔後，沿海岸線往北經牡丹灣、阿郎壹溪（安朔溪）、巴塱衛溪（大武溪），到卑南（台東）共二零五華里（一一八公里）。

### 瑯嶠十八社
荷蘭時期，荷蘭人稱其統治者為「瑯嶠君主」，並認為君主的地位與王無異，可以指派各社的統治者，也可以任意處置子民的生殺大權。若君主去世，領導權就由長子繼承，同樣受到尊重。
西元1867年，美國船難者在十八社之一的排灣族龜仔甪社領地上登陸求援，遭劫殺並出草獵首，即羅發號事件。美方向清國抗議，清國官員卻說枋寮至鵝鑾鼻為生番之地，生番是化外之民，所以清國不予過問。美國只好遠征福爾摩沙，與龜仔甪社展開戰鬥，但最終美國遠征失敗。後來由美國駐廈門領事李仙得親自與大頭目卓杞篤交涉，雙方最終達成協議，並以書面記載為非正式的《諒解備忘錄》，俗稱南岬之盟。
日治時代初期斯卡羅人漢化已經相當嚴重，尤其是大頭目和所轄的鄰近部落。日本官員觀察到當時豬朥束社、蚊蟀社等附近部落身著漢人服飾，說著流利的臺語和排灣語，耕作方式也與漢人無異。1904年日本政府為實施地稅改正，徵收土地，以消滅一地二主的清代「陋習」，不僅改變了各社數百年來以收租為主的經濟生活，也連帶摧毀了內部的社務運作與社會組織。最後則在政府「番、民一視同仁」的無差別政策下，正式編入街庄二級制的行政空間與管轄系統，全台灣各社熟番也逐漸混同於漢民社會而難以區分。日本政府提出「民、番同享業主權」，對十八社番民而言，每個土地使用者不再向頭目繳租，而轉向官廳納稅。日本人否定頭目的統治權和土地權，使斯卡羅酋邦總頭目、射麻里二頭人等權勢迅速消退，再也不能號令各社。

### 日治時期的區分
斯卡羅人因數百年來與排灣族互通婚姻，幾乎沒有什麼卑南文化傳承下來。到了日治時期，日本學者小島由道察覺到恆春地區分屬斯卡羅人和排灣人兩種不同稱呼的人群，但因為其文化都屬排灣文化，認為沒有獨立分出族群的必要性。他認為:
|                | 「斯卡羅」 （Seqalu）及「排灣」 （Paiwan）在今日其族名仍不同，但因早就互通婚姻，斯卡羅人除了祭祀法和繼承之慣例外，與排灣人並無不同，因此就沒有特別區分的必要。 |
| ——小島由道[10] | |

### 現代復興運動
隨著1990年代過後，本土化運動帶起的原住民傳統文化復振運動，滿州鄉在1999年開始舉辦以「原住民」為名的活動，但這些都非「祭儀」或以「族群」為名，而是以「運動會」形式作為舉辦的方向。這些活動除了原住民歌舞的表演外，大部分都是運動相關的田賽與競賽內容為主。，使得活動所產生的效益及續辦的動力減少，這類活動舉辦的形式
與內容，並未能建立起認同感讓地方成員與文化連結。
但在2014年，知本卡大地布部落發起「斯卡羅人尋親活動」，走訪口傳歷史中南遷相關斯卡羅人部族，透過活動試圖讓知本卡大地布部落連結牡丹鄉的旭海部落、滿州鄉的永靖和里德聚落，緬懷過去的親族。

## 聚落

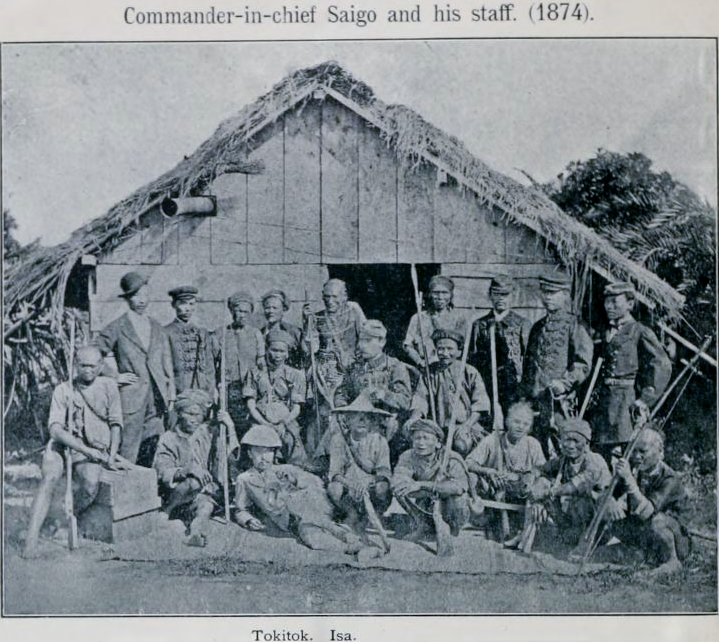
石門戰役後，日軍指揮官西鄉從道（Saigo）與seqalu的領袖卓杞篤、一色會面。圖中坐者為西鄉、右坐為一色、左坐為卓杞篤之子朱雷。

歷史上斯卡羅可分為四大主社，分別為：豬朥束社、射麻里社、貓仔社以及龍鑾社。
以豬朥束社（今滿州鄉里德村）為主社的統率者為卡珞利谷（Garuljigulj）家系，為清治以及日治時代所稱的大股頭目。以射麻里社（今滿州鄉永靖村）為主社的統率者為Mavaliw家系，即二股頭目。以貓仔社（今恆春鎮仁壽里）為主社的統率者為Cjligul家系，即三股頭目。以龍鑾社（今良鑾溪源流）為主社的統率者為Ruvaniyaw家系，即四股頭目。
但現代社會因受漢化嚴重，僅在旭海、里德、永靖還有一些村民還留有認同，其他地區多數都已漢化。

## 巫術
目前不知(請幫忙編輯)

## 族群認同

### 恆春半島地區
昔日的豬勝束社大股頭人所在的滿州鄉里德村，即使對頭人家族光輝的過去朗朗上口，但到了今日絕大多數的老人都沒有聽說過「斯卡羅」這個名稱。村民都知道里德村曾經是一個出「能人」的地方，頭人曾經是十八社番的總頭目，勢力範圍可以到恆春北邊，甚至到台東。當年頭人的直系家族還有成員在村中，但是這些後代已經沒有頭人的權威，反而常被村人用來議論是興衰的例證。至於另外一個頭人大社射麻裡社所在的滿州鄉永靖村，情況更為模糊。這裹的村民不但沒有聽過「斯卡羅」這個名稱，對頭人家族的記憶幾乎沒有，只依稀知道在村子襄面靠山的一區被稱為加賭魯的地方曾經有番人住過。頭人的相關傳說往往與平埔族的傳說混在一起，是一群過去的「番」，現在村民已經被漢化而與漢人無異。近年隨著斯卡羅人被時事提起，里德、永靖當地有試圖喚起斯卡羅人認同和回憶的行動。
現在牡丹鄉的旭海村，是近年來積極鼓吹振興「斯卡羅族」的地方。日治時代潘阿別自豬朥束社前往旭海拓墾時，除斯卡羅族親追隨外，另外也有阿美族人、平埔族人與閩客漢人一同前來。歷經近百年的對外交流和通婚，部落內亦有賽德克族、噶瑪蘭族等新成員，族群繁多。整體而言，人口分布以阿美族的比例最高，排灣族其次，但平時以國語和閩南語溝通。目前旭海部落的斯卡羅族文化表徵並不明顯，不僅語言、歌謠悉數流失，服飾也是在參照其他部落後而於近代新製，唯一的認同依據似乎只剩下血統。對此，潘阿別後裔曾感嘆，自潘阿別以降，歷任頭目均英年早逝，從而導致文化超速流失。相較於語言流失殆盡的斯卡羅族，旭海阿美族相對保存較多傳統文化。

### 卡大地布的斯卡羅族雙重認同
古代台灣的原住民並不存在「族」的概念，他們的自我認同主要是用部落名做區分。因此當今各原住民族群分類和命名許多是學者的分類，如卑南族中卑南（Puyuma）命名來自南王部落的自稱。但這種命名並不一定讓該族所有成員都滿意，如卑南族中，古代與南王部落為世仇的知本卡大地布部落後裔，就對「卑南」人這稱呼缺乏認同感，他們改向其他稱呼尋求認同，開始認為自身應為斯卡羅族。卡大地布部落在2014年主導了活動「『尋找』歷史──琅嶠斯卡羅族暨台東知本卡大地布部落斯卡羅族」尋親聯合祭祖文化交流活動」，活動中強調卡大地布部落斯卡羅族尋親，藉由與恆春半島的斯卡羅人後裔連結，強化自身斯卡羅族的部落認同。

## 有關族群認定的質疑
台灣大學人類學林開世教授在2016年質疑恆春斯卡羅族的認定，他指出恆春斯卡羅是在近二、三十年台灣的族群意識抬頭後，受到學者、當地社區營造者、地方文史人員重視後，才努力尋找斯卡羅人作為一個族群的歷史。他提出疑問「是真的反映了過去，還是以我們當下的族群政治論述來扭曲過去?」。
|                                                    | 「斯卡羅」 到底是什麼？應當如何理解在歷史文獻中出現的這個名稱？本文對這段發展的回顧指出，在日治時期以前，雖然有一群具有特殊地位的頭人家系在恆春半島生活，但漢人的文獻或西方人的報告都沒有出現這個人群的分類範疇，將他們與其他部落歸為同一群人。直到日治初期，部落權威的式微反而使原本的頭人家系，開始強調他們的特殊地位，而特意宣稱這個可能原來只是對頭人的一種頭銜為自己的名稱。 |
| ——【從頭人家繫到斯卡羅族：重新出土的族群？】林開世 | |
他從洋人、清領、日治時代的文獻研究，結合現今的田野訪談中有關「斯卡羅」的調查，發現里德、永靖耆老幾乎沒有人聽過「斯卡羅」一詞，就算是在旭海村的總頭目潘文杰後代，「斯卡羅」一詞也是在1980年代從研究者口中得知。儘管這些後代仍知道自己的原住民身份，但「斯卡羅」一詞並沒有傳承下來，現在滿州鄉與旭海村的訪談也證實「斯卡羅」不是當地人使用的人群範疇，這是一個普遍的現象。認為「斯卡羅」只是一種對頭人的稱呼，而隨著頭人權勢喪落，這種稱呼也跟著逝去。

## 相關作品
- 巴代：《斯卡羅人：檳榔‧陶珠‧小女巫》（2009）
- 陳耀昌：《傀儡花》（台灣，INK印刻出版，2016年1月）
- 曹瑞原：《斯卡羅》 (電視影集)
- 柯合倍：《社頂的孩子》（羅妹號事件紀錄片）[16]
- 胡皓翔：《SEVALITAN》（牡丹社事件紀錄片）[16]

## 外部連結
- 臺灣原住民歷史語言文化大辭典 - 斯卡羅族 （页面存档备份，存于）
- 斯卡羅族遺事
- 瑯嶠十八番社 （页面存档备份，存于）

1. ↑  另稱斯卡羅人[1][2]